# Otto zu Stolberg-Wernigerode
Le comte (puis prince en 1890) Otto zu Stolberg-Wernigerode, né le 30 octobre 1837 au château de Gedern (de) et mort le 19 novembre 1896 au château de Wernigerode, est un aristocrate et homme politique allemand, membre de la maison de Stolberg qui fut vice-chancelier du cabinet von Bismarck de 1878 à 1881.

## Biographie

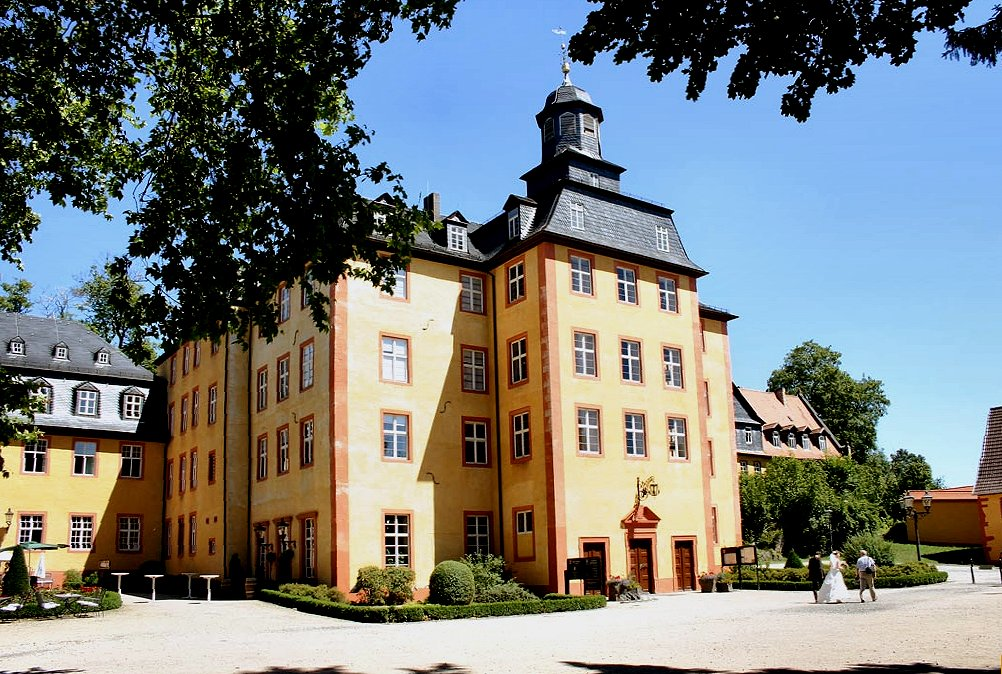
.

Né à Gedern en Hesse, Otto zu Stolberg-Wernigerode est le troisième et dernier enfant du comte Hermann zu Stolberg-Wernigerode (de) et de son épouse, née comtesse Emma zu Erbach-Fürstenau (de). Son père meurt à l'âge de trente-neuf ans, alors qu'Otto zu Stolberg-Wernigerode n'a pas encore quatre ans. Il fréquente le Gymnasium de Duisbourg, puis étudie le droit et les sciences politiques à l'université de Göttingen et à l'université de Heidelberg. Il sert comme lieutenant en second de 1859 à 1861 au régiment des Gardes du Corps de l'armée prussienne. Il se marie deux ans plus tard avec la princesse Anna Reuß zu Köstritz (1837-1907) qui lui donne quatre fils et trois filles.
Il est le premier haut président de la province de Hanovre de 1867 à 1873 et a la tâche difficile de l'intégrer au royaume de Prusse. En même temps, il siège à partir de 1867 au Reichstag de la Confédération de l'Allemagne du Nord, puis entre (grâce à l'influence de son oncle, le comte Eberhard zu Stolberg-Wernigerode) quatre ans plus tard, en tant que membre du parti conservateur, au nouveau Reichstag, jusqu'en 1878. Il est élu président de la chambre des seigneurs de Prusse en 1872-1877 et se fait remarquer du chancelier Bismarck.
En mars 1876, il est nommé ambassadeur à la cour de Vienne. Le 1er juin 1878, il est nommé représentant du chancelier Bismarck et vice-président du gouvernement. C'est donc à l'époque le deuxième personnage de l'État prussien. Il doit à l'automne 1879 lever les doutes de l'empereur Guillaume vis-à-vis de la Duplice, alliance avec l'Autriche-Hongrie. Il défend devant le Reichstag en avril 1880, alors que Bismarck est malade, le projet de loi concernant les intérêts économiques de l'Empire aux Samoa, mais ce projet est repoussé par les députés, ce qui retarde le début de la politique coloniale allemande, vis-à-vis de laquelle Bismarck était hostile. Le comte démissionne le 20 juin 1881 à cause de différences de points de vue avec le « chancelier de fer », notamment en ce qui concerne la politique coloniale.
Il demeure toutefois lié à la famille impériale. L'empereur le nomme grand-chambellan de la cour (jusqu'en 1894). Il est ministre de la Maison royale de Prusse de 1885 à 1888. Guillaume II lui donne le titre de prince héréditaire en 1890. Le comte est membre de l'Astrolabe-Compagnie qui investit dans la Terre de l'Empereur-Guillaume (aujourd'hui en Nouvelle-Guinée) et qui existe de 1891 à 1896.

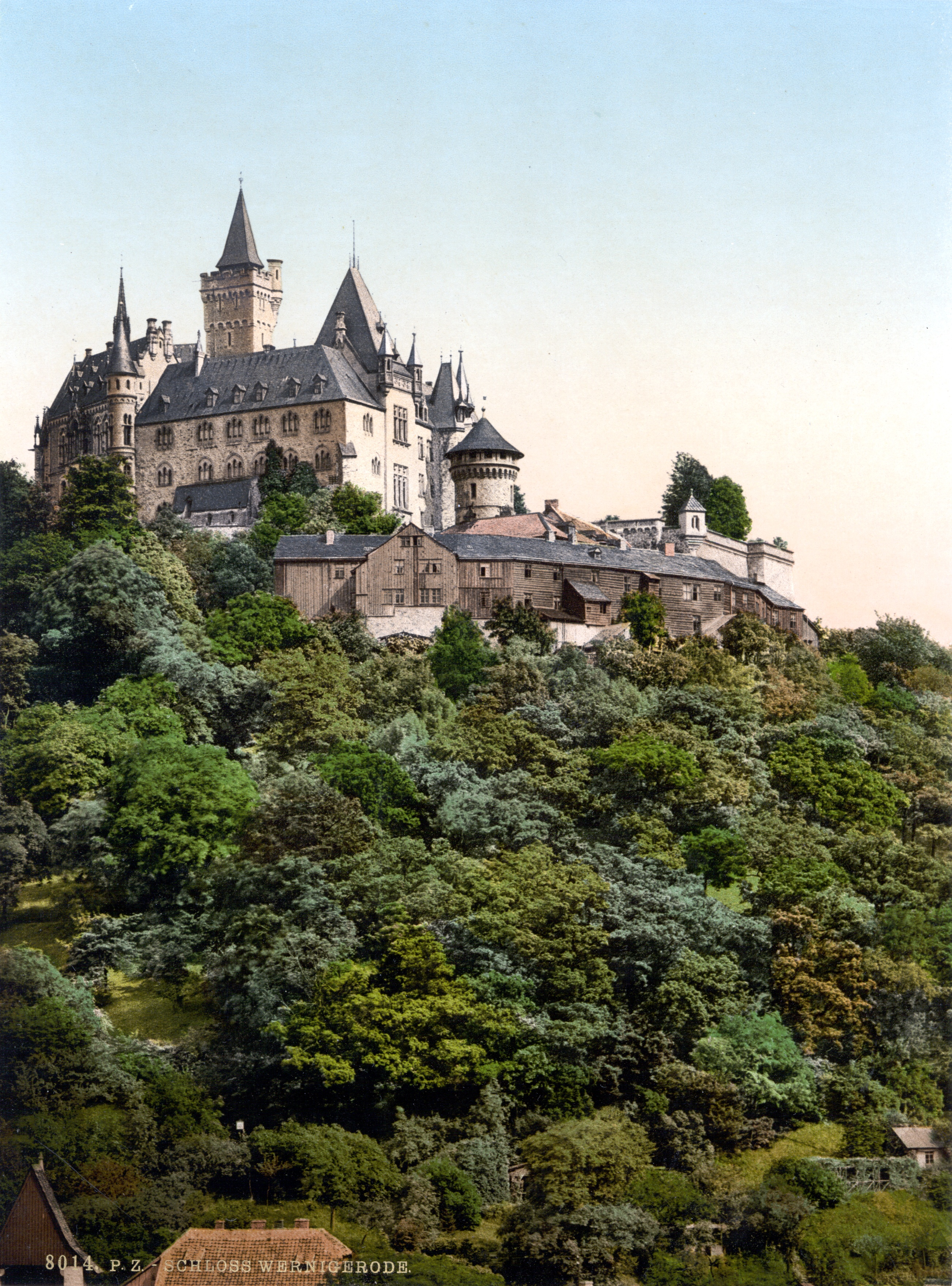
Vue du château de Wernigerode.

En tant que seigneur, il siège à la Première chambre de l'assemblée du grand-duché de Hesse. Otto zu Stolberg-Wernigerode était en plus chancelier de l'ordre protestant de Saint-Jean (1872-1876) et de l'ordre de l'Aigle noir, président du synode général extraordinaire de l'Église évangélique-luthérienne allemande (1875), du comité central des Unions allemandes et de la Croix-Rouge prussienne. Il est membre de plusieurs sociétés chargées de questions sociales pour l'amélioration du sort des ouvriers, comme le Verband zur Verbesserung der ländlichen Arbeitsverhältnisse et est à l'origine de dispositions sociales dans son comté de Stolberg (caisse d'assurance maladie pour les ouvriers, caisse de retraite, etc.). Il était propriétaire de plusieurs usines dans son comté (usine sucrière, ou forges à Ilsenburg, etc.)
Il meurt à l'âge de cinquante-neuf ans dans son château de Wernigerode.

## Famille
De son mariage (1863) avec la princesse Anne Reuss de Köstritz (de), fille d'Henri LXIII Reuss de Köstritz sont issus:
- Christian-Ernest (de) (1864-1940) qui épouse la comtesse Marie de Castell-Rüdenhausen (1864-1942)
- Élisabeth (1866-1928) qui épouse le comte Constantin de Stolberg-Wernigerode (1843-1905)
- Hermann (1867-1913) qui épouse la princesse Dorothea zu Solms-Hohensolms-Lich (de) (1883-1942)
- Guillaume (1870-1931) qui épouse la princesse Élisabeth d'Erbach-Schönberg (de) (1883-1966)
- Henri (1871-1874)
- Marie (1872-1950) qui épouse le comte Guillaume de Solms-Laubach (de) (1861-1936)
- Emma (1875-1956) qui épouse le prince Charles de Solms-Hohensolms-Lich (de) (1866-1920)

## Bibliographie

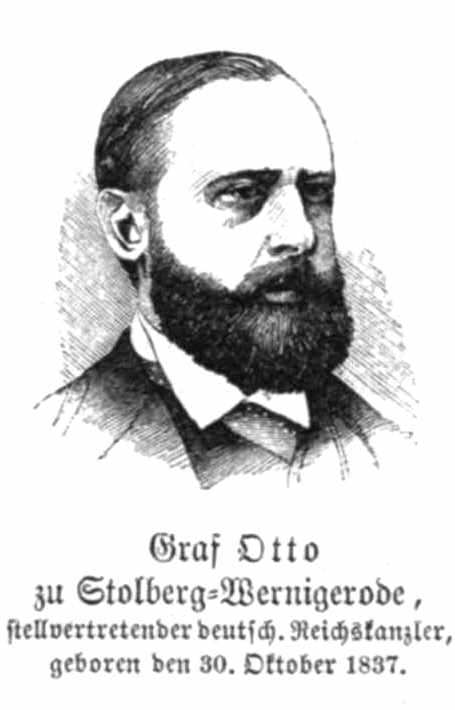
Portrait du comte en 1878